# Matt Bullard
Matt Bullard, właśc. Matthew Gordon Bullard (ur. 5 czerwca 1967 w Des Moines) – amerykański koszykarz, występujący na pozycji silnego skrzydłowego, mistrz NBA z 1994 roku. Po zakończeniu kariery sportowej został komentatorem. Pracował dla  ESPN Radio, Houston NBC, KPRC, Fox Sports Net.
W 2004, Bullard przegrał w finale ESPN reality TV Dream Job z Dee Brownem rywalizację o stanowisko analityka i komentatora sportowego. 

## Osiągnięcia
NCAA
- Uczestnik turnieju NCAA (1989)

Europa
- 4. miejsce podczas mistrzostw Grecji (1995)
- Zdobywca Pucharu Grecji (1995)

NBA
- Mistrz NBA (1994)[2]

Reprezentacja
- Mistrz Uniwersjady (1989)[3]
- Wicemistrz:
  - Uniwersjady (1987)[4]
  - Ameryki (1989)[5]